# Введенский, Сергей Николаевич
Введенский Сергей Николаевич (14 сентября 1867 года, с. Телелюй Липецкого уезда Тамбовской губернии — 1940, Московская область) — краевед, археограф, кандидат богословия, статский советник.

## Биография
Сергей Николаевич Введенский родился 14 сентября 1867 года в селе Телелюй Липецкого уезда Тамбовской губернии.
В 1887 году окончил Тамбовскую духовную семинарию.
В 1891 году окончил Московскую духовную академию.
С 1891 года по 1910 год работал сначала преподавателем, а затем инспектором Задонского духовного училища и инспектором народных училищ по Задонскому и Землянскому уездам Воронежской губернии.
С конца 1880-х годов начал заниматься краеведением, изучением истории Тамбовского края.
В конце 1890-х годов начал изучать историю воронежской епархии, святителей Митрофана и Тихона Задонского.
В 1898 году выступил оппонентом С. Е. Зверева, опровергая существование летописного Воронежа на месте современного города, принимал участие в областных археологических съездах, занимался изучением освоения Воронежского края в IX—XVII веках, выделяя правительственную и вольную колонизацию. Опубликовал ряд документов по истории епархии XVII—XVIII веков, в том числе самый ранний чертёж Воронежа 1690 года.
В 1920-е годы Введенский выступил организатором краеведческого движения в ЦЧО, принимал участие в проведении областных и губернских конференций, редактировал «Воронежский краеведческий сборник» (1924—1925), «Известия Воронежского краеведческого общества» (1925—1927).
Массовые аресты по Делу краеведов начались в 1930 году. В общей сложности к следствию было привлечено около 100 человек.
5 ноября 1930 г. были арестованы председатель Воронежского краеведческого бюро профессор Сергей Николаевич Введенский и профессор Алексей Михайлович Путинцев. 5 июня 1931 г. коллегией ОГПУ по Центрально-Чернозёмному округу, С. Н. Введенский был приговорен по статье 58-10 УК РСФСР к 5 годам исправительно-трудовых лагерей. Срок отбывал в Свиргаге.